# Austronesische talen

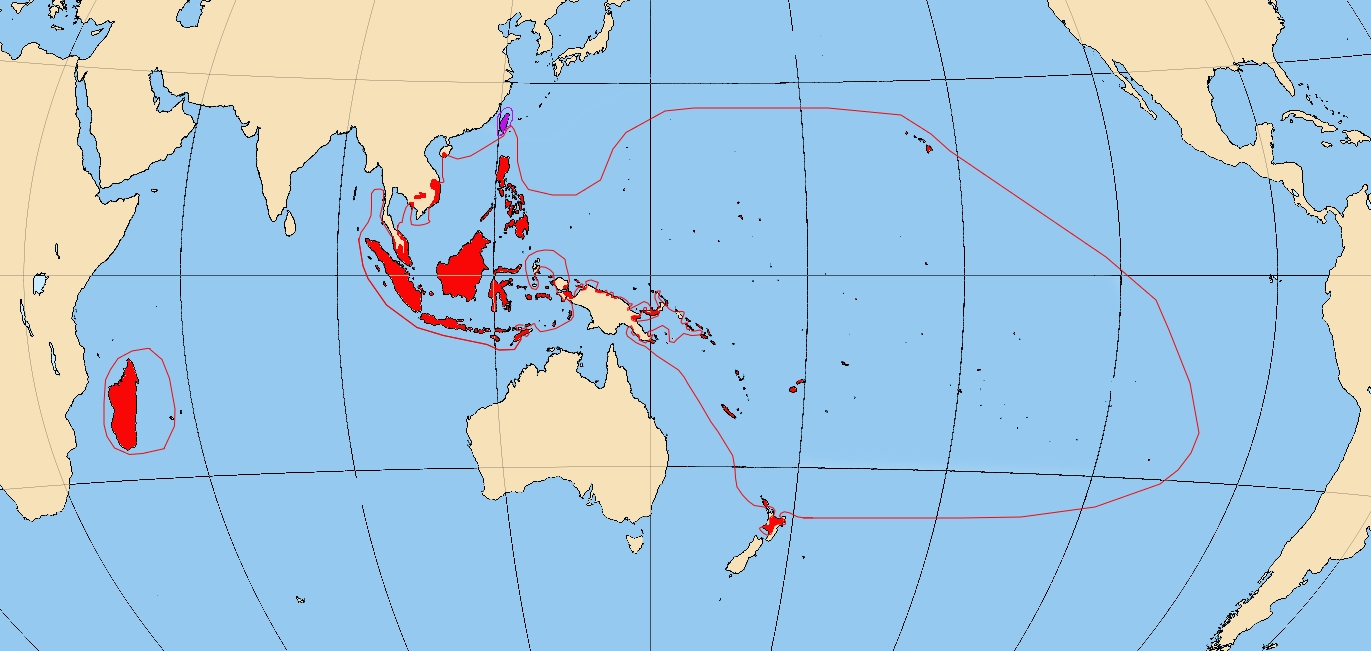
Verspreidingsgebied

De Austronesische talen vormen een taalfamilie die wijdverspreid is over de eilanden van Zuidoost-Azië en de Grote Oceaan, en er komen ook aantal van deze talen voor in continentaal Azië. De Austronesische talen vormen qua aantal de op een na grootste taalfamilie van de 96 taalfamilies in de wereld. De naam is een samentrekking van het Latijnse woord "australis" dat "van het zuiden" betekent en het Griekse woord nesos (νήσος) dat "eiland" betekent. De term is voor het eerst gebruikt in 1899 door de Duitse taalkundige Wilhelm Schmidt (1868–1954) en diende later als parallel voor de eveneens door hem bedachte term Austroaziatisch.

## Typologische beschrijving
De Malayo-Polynesische talen maken veel gebruik van verdubbeling van woorden om (een vorm van) meervoud aan te geven en alle Austronesische talen hebben een lage entropie. Dat wil zeggen, de frequentie van klanken is vrij repetitief. In veel talen ontbreken ook zogenaamde consonantclusters (medeklinkerstapelingen zoals str... of ...rfst). De meeste van deze talen hebben ook een beperkte klinkerset, een set van vijf klinkers komt veel voor.

## Geschiedenis

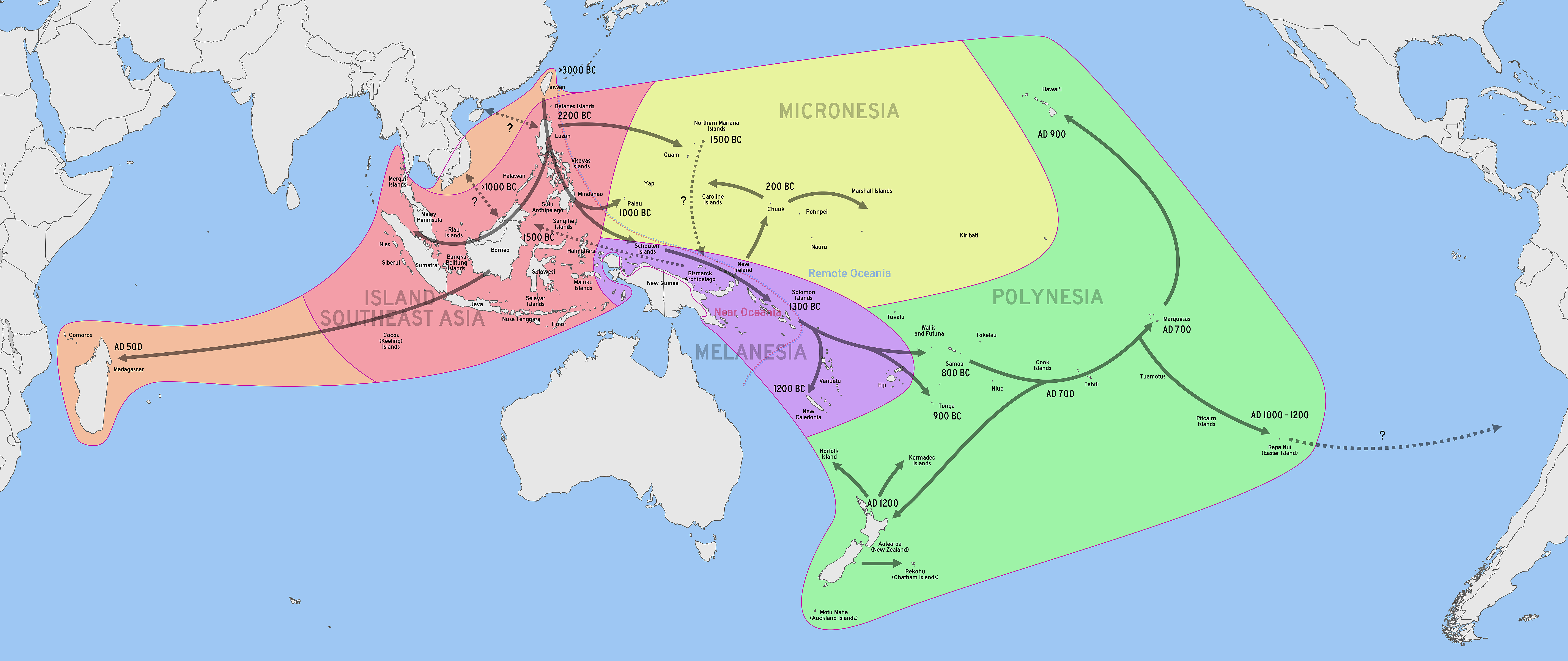
Kaart van de Austronesische uitbreiding. De perioden zijn gebaseerd op archeologische studies, maar het associëren van het bodemarchief met taalkundige reconstructies is omstreden.

Vergelijkende reconstructies, gesteund door archeologie, hebben aangetoond dat de origine van de taalkundige voorouders van deze talen in zuidoostelijk China lag. Van daar emigreerden ze naar het eiland Taiwan. Van daar uit zijn sprekers van Austronesische talen uitgewaaierd over een enorm maritiem gebied. Vanuit Taiwan werden de Filipijnen en vervolgens van daar uit de Indonesische eilanden en het Maleisisch schiereiland gekoloniseerd, waarbij de oorspronkelijke bewoners naar de ontoegankelijke berggebieden zijn verdreven of geassimileerd. Van daaruit waaierden de Austronesische volken uit naar het oosten en het westen. De westelijke groep bereikte uiteindelijk Madagaskar en vermengde zich met uit Afrika afkomstige Afrikanen. De oostelijke groep verspreidde zich naar de oostelijke Indonesische eilanden en van daaruit naar Polynesië en Nieuw-Zeeland. Opmerkelijk is dat ze Australië en Nieuw-Guinea links lieten liggen, hetgeen waarschijnlijk te maken had met de ontoegankelijkheid en het feit dat Nieuw-Guinea destijds naar maatstaven dichter bevolkt was.

## Indeling
De classificatie van de Austronesische talen is controversieel. Een invloedrijke benadering onderscheidt twaalf hoofdgroepen. Austronesisch is een van de grootste taalfamilies, zowel gezien het aantal talen (1269 volgens Ethnologue) en sprekers (ca. 270 miljoen) als de geografische verspreiding (van Madagaskar tot Paaseiland). Alleen de familie van de Niger-Congotalen is met 1489 talen groter. Op de derde plaats van de 96 taalfamilies staan de Trans-Nieuw-Guineatalen met 552 talen.
De Malayo-Polynesische talen zijn verspreid over het enorme gebied dat hierboven beschreven werd. De Malayo-Polynesische talen worden onderverdeeld in drie grote subgroepen: het Westers, Centraal en Oosters Malayo-Polynesisch.

De Westelijke groep omvat ongeveer 500 talen op Madagaskar, Maleisië, De Indonesische eilanden, de Filipijnen, delen van Vietnam en Cambodja en het westelijk deel van Nieuw-Guinea. Ook worden twee Micronesische talen tot deze subgroep gerekend: Chamorro en Palaus. Geografische vreemde eend in de bijt vormen de Malagasitalen, gesproken op het Afrikaanse Madagaskar en de Comoren. 

De Centrale groep met 150 talen (4,5 miljoen sprekers) worden gesproken op de centrale Indonesische eilanden (Timor, Flores en de Molukken).

De Oostelijke groep met meer dan 500 talen (2,5 miljoen sprekers) komen voor op Nieuw-Guinea en de meer dan 10.000 eilanden van Melanesië, Micronesië en Polynesië. De meeste van deze talen vormen een groep die vaak Oceanisch wordt genoemd.
Merk op dat alle niet-Malayo-Polynesische Austronesische talen uitsluitend op het Taiwanese vasteland door Aboriginals worden gesproken. Op die manier zijn slechts 20 van de 1268 talen niet-Malayo-Polynesisch. Toch worden deze talen, die vóór 2005 samen als Formosaanse talen werden aangeduid, nog in elf onafhankelijke takken verdeeld die qua positionering in de classificatie elk gelijkstaan aan de Malayo-Polynesische taalfamilie.
- Atayalische talen (2 talen)
  - Atayal
  - Taroko
- Bununtalen (1 taal)
  - Bunun
- Formosaanse talen (2 talen)
  - Paiwanische talen (2 talen)
- Malayo-Polynesische talen (1248 talen)
  - Bali-Sasaktalen (3 talen)
  - Baritotalen (27 talen)
  - Celebestalen (114 talen)
  - Centraal-Oostelijke talen (708 talen)
  - Chamorro (1 taal)
  - Filipijnse talen
  - Gajotalen (1 taal)
  - Javaanse talen (5 talen)
  - Kayaans-Muriktalen (17 talen)
  - Lampungische talen (9 talen)
  - Landdajaks-talen (16 talen)
  - Madoerese talen (2 talen)
  - Maleise talen (70 talen)
  - Noordwest-talen (84 talen)
  - Ongeclassificeerde talen (4 talen)
  - Palause talen (1 taal)
  - Punan-Nibongtalen (2 talen)
  - Sama-Bajawtalen (9 talen)
  - Sumatratalen (12 talen)
  - Soendanese talen (2 talen)
- Noordwest-Formosaanse talen (1 taal)
  - Saisiyat
- Ongeclassificeerde talen (1 taal)
  - Ketangalaans
- Oost-Formosaanse talen (5 talen)
  - Centrale Oost-Formosaanse talen (2 talen)
  - Noordelijke Oost-Formosaanse talen (2 talen)
  - Zuidwest-talen (1 taal)
- Paiwaanse talen (1 taal)
  - Paiwaans
- Puyumatalen (1 taal)
  - Puyuma
- Rukaitalen (1 taal)
  - Rukai
- Tsouïsche talen (3 talen)
  - Kanakanabu
  - Saaroa
  - Tsou
- Westelijke Vlaktes-talen (2 talen)
  - Centrale Westelijke Vlaktes-talen (1 taal)
  - Thaotalen (1 taal)

## Extern verwantschap
Sommige linguïsten menen dat de Taitalen waarschijnlijk binnen een wat uitgebreidere versie van het Austronesisch horen, anderen geven de voorkeur aan indeling bij de Sino-Tibetaanse talen. Weer anderen hebben geprobeerd een relatie aan te tonen tussen de Austronesisch taalfamilie en Austroaziatische taalfamilie, wat resulteert in een overkoepelende "Austrische" taalfamilie. Zowel de voorgenoemde Austro-Taifamilie als de Austrische taalfamilie worden in de taalkundige wereld met kritiek bejegend.